# Campeonato Europeo de Lucha de 1976
El XXVIII Campeonato Europeo de Lucha se celebró en Leningrado (URSS) en el año 1976 bajo la organización de la Federación Internacional de Luchas Asociadas (FILA) y la Federación Soviética de Lucha.

## Resultados

### Lucha grecorromana
| Evento  | Oro                        | Plata                        | Bronce                      |
| ------- | -------------------------- | ---------------------------- | --------------------------- |
| 48 kg   | Alexei Shumakov URSS       | Constantin Alexandru Rumania | Ferenc Seres · Hungría      |
| 52 kg   | Petar Kirov Bulgaria       | Vladimir Shatunov URSS       | Jarálambos Jolidis Grecia   |
| 57 kg   | Farjat Mustafin URSS       | Mihai Boţilă Rumania         | Josef Krysta Checoslovaquia |
| 62 kg   | Kazimierz Lipień · Polonia | Ion Păun Rumania             | Suren Nalbandian URSS       |
| 68 kg   | Lars-Erik Skiöld · Suecia  | Ștefan Rusu Rumania          | Shamil Jisamutdinov URSS    |
| 74 kg   | Yanko Shopov Bulgaria      | Iosif Berishvili URSS        | Petros Galaktópulos Grecia  |
| 82 kg   | Csaba Hegedűs · Hungría    | Vladimir Cheboxarov URSS     | Ivan Kolev Bulgaria         |
| 90 kg   | Frank Andersson · Suecia   | Stoyan Ivanov Bulgaria       | Fred Theobald RFA           |
| 100 kg  | Nikolai Balboshin URSS     | József Farkas · Hungría      | Tore Hem · Noruega          |
| +100 kg | Alexandar Tomov Bulgaria   | Alexandr Kolchinski URSS     | József Nagy · Hungría       |

### Lucha libre
| Evento  | Oro                        | Plata                    | Bronce                   |
| ------- | -------------------------- | ------------------------ | ------------------------ |
| 48 kg   | Anatoli Beloglazov URSS    | Mihály Gyulai · Hungría  | Jürgen Möbius RDA        |
| 52 kg   | Henrik Gál · Hungría       | Arsen Alajverdiyev URSS  | Hartmut Reich RDA        |
| 57 kg   | Vladimir Yumin URSS        | László Klinga · Hungría  | Hans-Dieter Brüchert RDA |
| 62 kg   | Serguei Timofeyev URSS     | Petre Coman Rumania      | Ivan Yankov Bulgaria     |
| 68 kg   | Alexandr Matveyev URSS     | Ismail Yuseinov Bulgaria | Eberhard Probst RDA      |
| 74 kg   | Dan Karabin Checoslovaquia | Marin Pîrcălabu Rumania  | Fred Hempel RDA          |
| 82 kg   | Adolf Seger RFA            | Ismail Abilov Bulgaria   | Viktor Novozhilov URSS   |
| 90 kg   | Levan Tediashvili URSS     | Peter Neumair RFA        | Stelică Morcov Rumania   |
| 100 kg  | Ivan Yaryguin URSS         | Dimo Kostov Bulgaria     | Mehmet Güçlü Turquía     |
| +100 kg | Ladislau Șimon Rumania     | Roland Gehrke RDA        | Boris Bigayev URSS       |

## Medallero
| Núm. | País           | Oro | Plata | Bronce | Total |
| ---- | -------------- | --- | ----- | ------ | ----- |
| 1    | URSS           | 9   | 6     | 4      | 19    |
| 2    | Bulgaria       | 3   | 4     | 2      | 9     |
| 3    | Hungría        | 2   | 3     | 2      | 7     |
| 4    | Suecia         | 2   | 0     | 0      | 2     |
| 5    | Rumania        | 1   | 5     | 1      | 7     |
| 6    | RFA            | 1   | 1     | 1      | 3     |
| 7    | Checoslovaquia | 1   | 0     | 1      | 2     |
| 8    | Polonia        | 1   | 0     | 0      | 1     |
| 9    | RDA            | 0   | 1     | 5      | 6     |
| 10   | Grecia         | 0   | 0     | 2      | 2     |
| 11   | Noruega        | 0   | 0     | 1      | 1     |
| 11   | Turquía        | 0   | 0     | 1      | 1     |
|      | TOTAL          | 20  | 20    | 20     | 60    |